# 串果藤属
串果藤属（学名：Sinofranchetia）是木通科下的一个属，为落叶大藤本植物。该属仅有串果藤（S. chinensis）一种，分布于中国西南部、经中南部至西北。